# Ларюшин, Александр Иванович
Александр Иванович Ларюшин (род. 1938) — советский и российский учёный и промышленный деятель, профессор, доктор технических наук (1996),  член-корреспондент Академии электротехнических наук.

## Биография
Родился  22 ноября 1938 года в городе Сасово Рязанской области.
Окончил Ульяновский политехнический институт (ныне Ульяновский государственный технический университет, радиоинженер (1968). В 1996 году защитил докторскую диссертацию на тему "Принципы построения, создание и внедрение многофункциональной лазерной техники".
С 1959 года работал на Ульяновском радиоламповом заводе: мастер, старший технолог, начальник цеха; с 1972 года — заместитель главного инженера по новой технике; с 1976 года — начальник созданного им опытно-конструкторского бюро квантовой электроники; с 1979 года — заместитель директора по производству.
С 1986 года работал в Казани: генеральный директор ПО «Элекон», главный конструктор МЭП по электрическим соединителям. С 1990 года — генеральный директор НПО «Элекон». С 1997 года был заместителем директора по производству. Одновременно работал (по совместительству) в Казанском энергетическом университете: доцент кафедры «Промышленная электроника» (1988), профессор кафедры «Промышленная электроника» (1995), заведующий созданной им кафедры «Медико-биологическая электроника» (1996).
Профессор кафедры «Светотехника» Московского энергетического института с 1998 года.
Автор многих работ и ряда патентов.

## Награды
- Награжден орденом «Знак Почета» и медалями.
- Лауреат Государственной премии СССР и премии Правительства РФ.
- Заслуженный машиностроитель РСФСР. Заслуженный машиностроитель Республики Татарстан. Заслуженный работник Министерства электронной промышленности. Почётный радист Российской Федерации. Изобретатель СССР. Отличник здравоохранения СССР.